# Angels and Alcohol
Angels and Alcohol è un album in studio del cantante di musica country statunitense Alan Jackson, pubblicato nel 2015.

## Tracce
Testi e musiche di Alan Jackson, eccetto dove indicato.
1. You Can Always Come Home – 5:13
2. You Never Know – 3:34
3. Angels and Alcohol – 3:32
4. Gone Before You Met Me – 3:25 (Michael White, Michael P. Heeney)
5. The One You're Waiting On – 4:13 (Adam Wright, Shannon Wright)
6. Jim and Jack and Hank – 4:38
7. I Leave a Light On – 3:17
8. Flaws – 4:17
9. When God Paints – 3:08 (Troy Jones, Greg Becker)
10. Mexico, Tequila and Me – 3:25